# Alexander Salby
Alexander Salby (født 4. juni 1998 i Aabenraa) er en cykelrytter fra Danmark, der er på kontrakt hos Li Ning Star.

## Meritter
2018
6. plads, Himmerland Rundt
2019
3. plads, Youngster Coast Challenge
2020
4. plads, Linjeløb, DM i landevejscykling for U23
2021
1. plads samlet, Demin Cup
6. plads, Fyen Rundt
2023
1. plads, 7. etape, La Tropicale Amissa Bongo
2024
1. plads, 5. etape, ZLM Tour